# يوكو
شركة يوكو تودو (المعروفة سابقًا باسم شركة يوكو) تقوم بأعمال تجارية باسم يوكو (بالصينية: 优酷) والتي تعني التميز أو الجاذبية،  هي خدمة استضافة فيديو مقرها في بكين، الصين. تعمل كشركة تابعة لمجموعة علي بابا.
يقع مقر يوكو في الطابق الخامس من مجمع بلازا في منطقة هايديان، بكين.
توصلت يوكو في 12 مارس 2012 إلى اتفاقية للاندماج مع شركة تودو بطريقة الاندماج الأسهم مقابل الأسهم، حيث تم تسمية الكيان الجديد شركة يوكو تودو. لديها أكثر من 500 مليون مستخدم نشط شهريًا، مع 800 مليون مشاهدة فيديو يوميًا.
يوكو هي واحدة من أفضل منصات خدمات الفيديو والتدفق عبر الإنترنت في الصين، إلى جانب اي جيي وسوهو ولي تي في وترانست فيديو وبي بي تي في و56 دوت كوم وفنشينون. ومع ذلك، فقد أسقطت هيمنة يوكو في السوق الصينية من قبل منافسها أي جيي التابعة لشركة بايدو.

## التاريخ
أسس يوكو فيكتور كو، الرئيس السابق لمنصة الإنترنت الصينية سوهو. جاء التمويل الأولي للموقع من ون فيرج، وهو صندوق تمويل جمعه كو. تم إطلاق نسخة تجريبية من الموقع في مناطق جغرافية محدده في يونيو 2006، وأطلق الموقع رسميًا في ديسمبر 2006. تلقت الشركة 25 مليون دولار في عام 2007 في التمويل من أصحاب رؤوس الأموال. أعلنت الشركة أنها جمعت في ديسمبر 2009 ما مجموعه 110 مليون دولار في تمويل الأسهم الخاصة. ومن المستثمرين الرئيسيين بروكسايد (بين) كابيتال، وسوتر هيل فينتشرز، ومافريك كابيتال، وتشنغوي فينتشرز.
شددت الشركة في البداية على المحتوى الذي ينشئه المستخدم ولكنها حولت تركيزها منذ ذلك الحين إلى مقاطع الفيديو المنتجة بشكل احترافي المرخصة من أكثر من 1500 شريك محتوى يبثون المقاطع المنتجة.
اعتبارًا من يناير 2010 صنفت يوكو في المرتبة الأولى في قطاع الفيديو عبر الإنترنت الصيني وفقًا لمزود مقاييس الإنترنت CR-Nielsen، (لاحظ أن يوتيوب محظور في الصين). اشتركت يوكو مع ماي سبيس في الصين في عام 2008. في وقت لاحق من ذلك العام، أصبحت يوكو موفر الفيديو الوحيد عبر الإنترنت المضمن بشكل تلقائي في الإصدار الصيني من موزيلا فايرفوكس.
أعلنت يوكو في يناير 2010 والمنافس لها تودو عن إنشاء شبكة لتبادل بث محتوى الفيديو، بموجبها ستقوم يوكو وتودو بترخيص محتوى الفيديوات التي تنتج بشكل احترافي.
سجلت يوكو إجمالي إيرادات بلغت 200 مليون يوان صيني في عام 2009.
أدرجت يوكو في بورصة نيويورك للمرة الأولى في 8 ديسمبر 2010. أغلق السهم عند 33.44 دولارًا في اليوم الأول للتداول مما منح الشركة رأس مال سوقي يبلغ حوالي 3.3 مليار دولار. بالنسبة للأشهر التسعة الأولى من عام 2010، سجلت يوكو إيرادات بلغت 35.1 مليون دولار وسجلت خسارة قدرها 25 مليون دولار خلال هذه الفترة.
كان فيكتور كو يعمل سابقًا في شركة باين اند كومباني، وهي واحدة من أبرز شركات الاستشارات الإدارية في العالم.
اعتبارًا من يناير 2019، وفقًا لـ أليكسا، كان يوكو الموقع الخمسين الأكثر زيارة في الصين.

### الاندماج
في 12 مارس 2012، أعلنت يوكو وتودو اثنتين من أكبر شركات الفيديو عبر الإنترنت في الصين عن خطط للاندماج، وإنشاء واحدة من أكبر مواقع الفيديو في الصين. قبل الإعلان عن الاندماج، كان يوكو هو الموقع رقم 11 في الصين، وكان تودو رقم 14. تم تغيير اسم الشركة إلى شركة يوكو تودو. رئيس مجلس الإدارة هو فيكتور كو، مؤسس يوكو. في ديسمبر 2016 أفادت أن لديها 30 مليون مشترك.

## روابط خارجية
- باللغة الصينية
  - معلومات الشركة باللغة الإنجليزية
- إبشتاين، جادي. " إستراتيجية الصين Groupon Clones: Burn Money Like Youku.com ". فوربس . 3 مايو 2011.